# Zorzines massuii
Zorzines massuii là một loài bướm đêm trong họ Noctuidae.